# Peter I av Miskito-nationen
Peter I var härskare över Miskito-riket, 1729–1739.
Han tog makten efter sin brors död, hans föregångare, troligen Jeremy II . Samtidigt dog en annan tjänsteman, kallad guvernören, och som ett resultat av detta utbröt ett inbördeskrig som resulterade i förlust av egendom som tillhörde några av de engelska handelsmännen i området. Peter skrev till Jamaicas guvernör för att söka uppdrag, undertecknade med Jamaicas stora sigill för sig själv och för två tjänstemän, en " guvernör " för att kontrollera södern och en " general " för att kontrollera norra delen.